# اونیدا (ایلینوی)
اونیدا، ایلینوی (به انگلیسی: Oneida, Illinois) یک شهر در ایالات متحده آمریکا با جمعیت ۷۵۰ نفر است که در ایلی‌نوی واقع شده‌است.

## موقعیت جغرافیایی
موقعیت جغرافیایی شهرها و مناطق اطراف به شرح زیر است: